# Friedrich (Mainz)
Friedrich († 25. Oktober 954 in Mainz) war von 937 bis 954 Erzbischof von Mainz.
Seine Herkunft ist unbekannt. Nach dem Tod Hildeberts 937 trat der von Otto I. eingesetzte Sachse Friedrich als Erzbischof erstmals politisch hervor. Bei der Empörung des Frankenherzogs Eberhard 938 gegen Otto vermittelte er den Frieden. Im September 938 vermittelte er zusammen mit Bischof Rudhard von Straßburg erneut einen Frieden zwischen Eberhard und Otto. Doch nahm Otto den Vorschlag der Vermittler nicht an, wodurch Friedrich auf die Seite der Gegner wechselte. In der Schlacht bei Andernach im Oktober 939 musste er sich Otto ergeben, wurde aber 940 entlassen. In den 940er Jahren besserte sich sein Verhältnis zu Otto. Die Bistümer Havelberg und Brandenburg wurden Mainz unterstellt. Im Reimser Streit, bei dem es auch um die Besetzung des Reimser Erzstuhls ging, zwischen Ludwig und Hugo überbrachte Friedrich als päpstlicher Legat ein Mandat von Papst Agapet II. 951 nahm Friedrich an Ottos Italienzug teil. Seine Gesandtschaft mit dem Bischof Hartbert von Chur zum Papst wohl wegen der Kaiserkrönung Ottos scheiterte. 954 handelte er einen Frieden (pactum) zwischen Otto dem Großen und dessen Sohn Liudolf aus. Friedrich verwandte sich gegen die Interessen des Königs Otto so hartnäckig für den Vertrag, dass er sich dadurch bei den Parteigängern des Königs verdächtig machte. Als Reaktion bot Friedrich einen Eid an, um zu beweisen, dass er nie dem König feindlich gesinnt sei. Auf dem Reichstag von Langenzenn im Juni 954 versöhnten sich beide. Otto erließ Friedrich den Eid, indem er den Willen für die Tat annahm.